# Wisbech
Wisbech – miasto i civil parish w Wielkiej Brytanii, w Anglii, w regionie East of England, w hrabstwie Cambridgeshire, w dystrykcie Fenland. W 2011 civil parish liczyła 22841 mieszkańców.
W miejscowości tej przyszedł na świat w 1756 roku William Godwin, brytyjski publicysta i myśliciel, zaliczany do prekursorów anarchizmu.
W Wisbech ma swą siedzibę klub piłkarski – Wisbech Town F.C. Wisbech zostało wspomniane w Domesday Book (1086) pod nazwą Wisbece.

## Miasta partnerskie
- Arles